# المدرسة المحدثية (القدس)
المدرسة المحدثية مدرسة تاريخية يرجع تاريخها إلى العصر المملوكي في فلسطين. تقع داخل أسوار البلدة القديمة لمدينة القدس، عند قبو الغوانمة في الركن الشمالي من ساحة المسجد الأقصى، وهي تابعة للأوقاف في الوقت الحالي. من أشهر شيوخها، واقفها نفسه المحدث عز الدين الأردبيلي الذي أنشأها عام 1360م. وقد نُسبت المدرسة إلى المحدث ولم تنسب إلى اسمه.